# Singhiella simplex
Singhiella simplex là một loài côn trùng cánh nửa trong họ Aleyrodidae, phân họ Aleyrodinae.
Singhiella simplex được Singh miêu tả khoa học đầu tiên năm 1931.